# Shin’ichi Mochizuki
Shin’ichi Mochizuki (jap. 望月 新一 Mochizuki Shin’ichi) (ur. 29 marca 1969 w Tokio) – japoński matematyk zajmujący się teorią liczb oraz geometrią. 
Jest jednym z głównych współtwórców geometrii anabelowej (ang. anabelian geometry). Jego wkład w tym obszarze obejmuje m.in. rozwiązanie hipotezy Alexandera Grothendiecka dotyczącej krzywych hiperbolicznych i ciał liczbowych. Poza tym stworzył i rozwinął on inne teorie (Hodge–Arakelov theory, p-adic Teichmüller theory, the theory of frobenioids i the etale theta-function theory).
W 1998 wygłosił wykład sekcyjny na Międzynarodowym Kongresie Matematyków.
Shin’ichi Mochizuki jest autorem inter-uniwersalnej teorii przestrzeni Teichmüllera (ang. inter-universal Teichmüller theory). Teoria ta ma pozwalać na inne spojrzenie na liczby przy wykorzystaniu niekomutatywnych grup symetrii takich jak absolutnych grup Galois i arytmetycznych grup podstawowych. Zastosowanie tej teorii rzekomo prowadzi do rozwiązań wielu problemów, jak hipoteza ABC, której dowód Mochizuki opublikował na swojej stronie internetowej w sierpniu 2012, w ponad 600-stronicowej pracy. Jej sens jest jednak w środowisku zawodowych matematyków podważany, a sama teoria jest określana mianem niezrozumiałej.